# Meridià 152 a l'oest
El meridià 152 a l'oest de Greenwich és una línia de longitud que s'estén des del pol Nord travessant l'oceà Àrtic, Amèrica del Nord, l'oceà Pacífic, Oceania, l'oceà Antàrtic, i l'Antàrtida fins al pol Sud.
El meridià 152 a l'oest forma un cercle màxim amb el meridià 28 a l'est. Com tots els altres meridians, la seva longitud correspon a una semicircumferència terrestre, uns 20.003,932 km. Al nivell de l'Equador, és a una distància del meridià de Greenwich de 16.920 km.

## De Pol a Pol
Començant en el pol Nord i dirigint-se cap al pol Sud, aquest meridià travessa:
| Coordenades                               | País, territori o mar | Notes |  |
| ----------------------------------------- | --------------------- | --- |  |
| 90° 0′ N, 152° 0′ O / 90.000°N,152.000°O  | Oceà Àrtic            | |  |
| 72° 3′ N, 152° 0′ O / 72.050°N,152.000°O  | Mar de Beaufort       | |  |
| 70° 34′ N, 152° 0′ O / 70.567°N,152.000°O | Estats Units          | Alaska |  |
| 60° 41′ N, 152° 0′ O / 60.683°N,152.000°O | Badia de Cook         | |  |
| 60° 25′ N, 152° 0′ O / 60.417°N,152.000°O | Estats Units          | Alaska — Illa de Kalgin |  |
| 60° 41′ N, 152° 0′ O / 60.683°N,152.000°O | Badia de Cook         | Passa a l'oest de la Península de Kenai, Alaska, Estats Units (a 59° 18′ N, 151° 59′ O / 59.300°N,151.983°O) |  |
| 60° 25′ N, 152° 0′ O / 60.417°N,152.000°O | Estats Units          | Alaska — Illes Barren |  |
| 58° 44′ N, 152° 0′ O / 58.733°N,152.000°O | Oceà Pacífic          | |  |
| 58° 21′ N, 152° 0′ O / 58.350°N,152.000°O | Estats Units          | Alaska — Illa Afognak |  |
| 58° 12′ N, 152° 0′ O / 58.200°N,152.000°O | Oceà Pacífic          | Passa a l'est de l'illa Kodiak, Alaska, Estats Units (at 57° 37′ N, 152° 9′ O / 57.617°N,152.150°O) · Passa a l'oest de l'illa Flint, Kiribati (at 11° 25′ S, 151° 48′ O / 11.417°S,151.800°O) · Passa a l'oest de l'atol Tupai, Polinèsia Francesa (a 16° 14′ S, 151° 51′ O / 16.233°S,151.850°O) · Passa a l'est de l'atol Maupiti, Polinèsia Francesa (a 16° 26′ S, 152° 13′ O / 16.433°S,152.217°O) · Passa a l'oest de l'illa Bora Bora, Polinèsia Francesa (a 16° 28′ S, 151° 47′ O / 16.467°S,151.783°O) |  |
| 60° 0′ S, 152° 0′ O / 60.000°S,152.000°O  | Oceà Antàrtic         | |  |
| 77° 20′ S, 152° 0′ O / 77.333°S,152.000°O | Antàrtida             | Dependència de Ross, reclamat per Nova Zelanda |  |